# Fehérgyarmati járás
A Fehérgyarmati járás Szabolcs-Szatmár-Bereg vármegyéhez tartozó járás Magyarországon, amely 2013-ban jött létre. Székhelye Fehérgyarmat. Területe 707,37 km², népessége 38 363 fő, népsűrűsége pedig 54 fő/km² volt 2013. elején. 2013. július 15-én egy város (Fehérgyarmat) és 49 község tartozott hozzá.
A Fehérgyarmati járás a járások 1983. évi megszüntetéséig is létezett, és székhelye az állandó járási székhelyek kijelölése (1886) óta mindvégig Fehérgyarmat volt. Az 1950-es megyerendezésig Szatmár vármegyéhez tartozott, azután Szabolcs-Szatmár megyéhez.

## Települései
| Település     | Rang (2013. július 15.) | Közös hivatal | Kistérség (2013. január 1.) | Népesség (2013. január 1.) | Terület (km²) |
| ------------- | ----------------------- | ------------- | --------------------------- | -------------------------- | ------------- |
| Fehérgyarmat  | járásszékhely város     |               | Fehérgyarmati               | 7 967                      | 52,46         |
| Kölcse        | nagyközség              | Kölcse        | Fehérgyarmati               | 1 360                      | 28,24         |
| Tiszabecs     | nagyközség              | Tiszabecs     | Fehérgyarmati               | 1 111                      | 17,14         |
| Botpalád      | község                  | Tiszabecs     | Fehérgyarmati               | 654                        | 16,5          |
| Cégénydányád  | község                  | Cégénydányád  | Fehérgyarmati               | 640                        | 12,19         |
| Csaholc       | község                  | Csaholc       | Fehérgyarmati               | 544                        | 19,35         |
| Császló       | község                  | Rozsály       | Fehérgyarmati               | 346                        | 10,18         |
| Csegöld       | község                  | Jánkmajtis    | Fehérgyarmati               | 640                        | 19,35         |
| Darnó         | község                  | Jánkmajtis    | Fehérgyarmati               | 169                        | 4,64          |
| Fülesd        | község                  | Kölcse        | Fehérgyarmati               | 446                        | 15,05         |
| Gacsály       | község                  | Rozsály       | Fehérgyarmati               | 898                        | 19,82         |
| Garbolc       | község                  | Méhtelek      | Fehérgyarmati               | 154                        | 7,25          |
| Gyügye        | község                  | Cégénydányád  | Fehérgyarmati               | 240                        | 4,33          |
| Hermánszeg    | község                  | Cégénydányád  | Fehérgyarmati               | 240                        | 5,2           |
| Jánkmajtis    | község                  | Jánkmajtis    | Fehérgyarmati               | 1 710                      | 25,03         |
| Kérsemjén     | község                  | Nábrád        | Fehérgyarmati               | 309                        | 7,08          |
| Kisar         | község                  | Kisar         | Fehérgyarmati               | 1 076                      | 15,43         |
| Kishódos      | község                  | Méhtelek      | Fehérgyarmati               | 79                         | 8,92          |
| Kisnamény     | község                  | Csaholc       | Fehérgyarmati               | 309                        | 18,01         |
| Kispalád      | község                  | Méhtelek      | Fehérgyarmati               | 580                        | 16,74         |
| Kisszekeres   | község                  | Nagyszekeres  | Fehérgyarmati               | 580                        | 14,68         |
| Kömörő        | község                  | Túristvándi   | Fehérgyarmati               | 569                        | 16,37         |
| Magosliget    | község                  | Méhtelek      | Fehérgyarmati               | 283                        | 5,17          |
| Mánd          | község                  | Nagyszekeres  | Fehérgyarmati               | 254                        | 5,17          |
| Méhtelek      | község                  | Méhtelek      | Fehérgyarmati               | 732                        | 8,62          |
| Milota        | község                  | Tiszakóród    | Fehérgyarmati               | 910                        | 15,39         |
| Nábrád        | község                  | Nábrád        | Fehérgyarmati               | 911                        | 17,68         |
| Nagyar        | község                  | Túristvándi   | Fehérgyarmati               | 679                        | 15,99         |
| Nagyhódos     | község                  | Méhtelek      | Fehérgyarmati               | 109                        | 7,66          |
| Nagyszekeres  | község                  | Nagyszekeres  | Fehérgyarmati               | 557                        | 10,51         |
| Nemesborzova  | község                  | Nagyszekeres  | Fehérgyarmati               | 85                         | 2,2           |
| Olcsvaapáti   | község                  | Nábrád        | Fehérgyarmati               | 281                        | 11            |
| Panyola       | község                  | Nábrád        | Fehérgyarmati               | 616                        | 12,22         |
| Penyige       | község                  | Kisar         | Fehérgyarmati               | 731                        | 18,89         |
| Rozsály       | község                  | Rozsály       | Fehérgyarmati               | 814                        | 14,87         |
| Sonkád        | község                  | Kölcse        | Fehérgyarmati               | 723                        | 19,81         |
| Szamossályi   | község                  | Cégénydányád  | Fehérgyarmati               | 725                        | 11,57         |
| Szamosújlak   | község                  | Cégénydányád  | Fehérgyarmati               | 363                        | 5,27          |
| Szatmárcseke  | község                  | Túristvándi   | Fehérgyarmati               | 1 508                      | 36,29         |
| Tiszacsécse   | község                  | Tiszakóród    | Fehérgyarmati               | 237                        | 4,8           |
| Tiszakóród    | község                  | Tiszakóród    | Fehérgyarmati               | 740                        | 16,69         |
| Tisztaberek   | község                  | Rozsály       | Fehérgyarmati               | 693                        | 18,22         |
| Tivadar       | község                  | Kisar         | Vásárosnaményi              | 167                        | 4,8           |
| Tunyogmatolcs | község                  |               | Fehérgyarmati               | 2 466                      | 26,28         |
| Túristvándi   | község                  | Túristvándi   | Fehérgyarmati               | 762                        | 15,22         |
| Túrricse      | község                  | Csaholc       | Fehérgyarmati               | 668                        | 12,99         |
| Uszka         | község                  | Tiszabecs     | Fehérgyarmati               | 427                        | 7,36          |
| Vámosoroszi   | község                  | Csaholc       | Fehérgyarmati               | 515                        | 13,16         |
| Zajta         | község                  | Rozsály       | Fehérgyarmati               | 406                        | 9,19          |
| Zsarolyán     | község                  | Nagyszekeres  | Fehérgyarmati               | 380                        | 6,39          |